# Alima Ouattara
Pour les articles homonymes, voir Ouattara.
Sinali Alima Ouattara, née le 1er février 1988, est une athlète ivoirienne. 

## Biographie
Alima Ouattara est médaillée de bronze du saut à la perche aux championnats d'Afrique 2010 à Nairobi, médaillée d'argent du saut à la perche aux Jeux africains de 2011 à Maputo et la médaille de bronze aux Jeux africains de 2015 à Brazzaville. 